# Isocybus
Isocybus är ett släkte av steklar som beskrevs av Förster 1856. Isocybus ingår i familjen gallmyggesteklar.

## Dottertaxa tillIsocybus, i alfabetisk ordning[1][2]
- Isocybus ascendens
- Isocybus auripes
- Isocybus bifracticornis
- Isocybus brevistriatus
- Isocybus cameroni
- Isocybus canadensis
- Isocybus compressus
- Isocybus cotta
- Isocybus dhenkundensis
- Isocybus dulcinea
- Isocybus erato
- Isocybus femoralis
- Isocybus grandis
- Isocybus horizontalis
- Isocybus hungaricus
- Isocybus indicus
- Isocybus levis
- Isocybus luteicoxis
- Isocybus mahunkai
- Isocybus matuta
- Isocybus mediterraneus
- Isocybus nigriclavus
- Isocybus ocellaris
- Isocybus pallidicornis
- Isocybus pallipes
- Isocybus pyramidalis
- Isocybus rufiventris
- Isocybus strigosus
- Isocybus thomsoni
- Isocybus trochanteratus
- Isocybus trochanterus
- Isocybus walkeri